# 巴西石脂鯉
巴西石脂鯉，為輻鰭魚綱脂鯉目脂鯉亞目脂鯉科的其中一個種，為熱帶淡水魚，分布於南美洲巴西穆庫裡河流域，體長可達39.5公分，棲息在底中層水域，生活習性不明。

## 扩展阅读
維基物種上的相關：巴西石脂鯉